# Vojtěch Filip

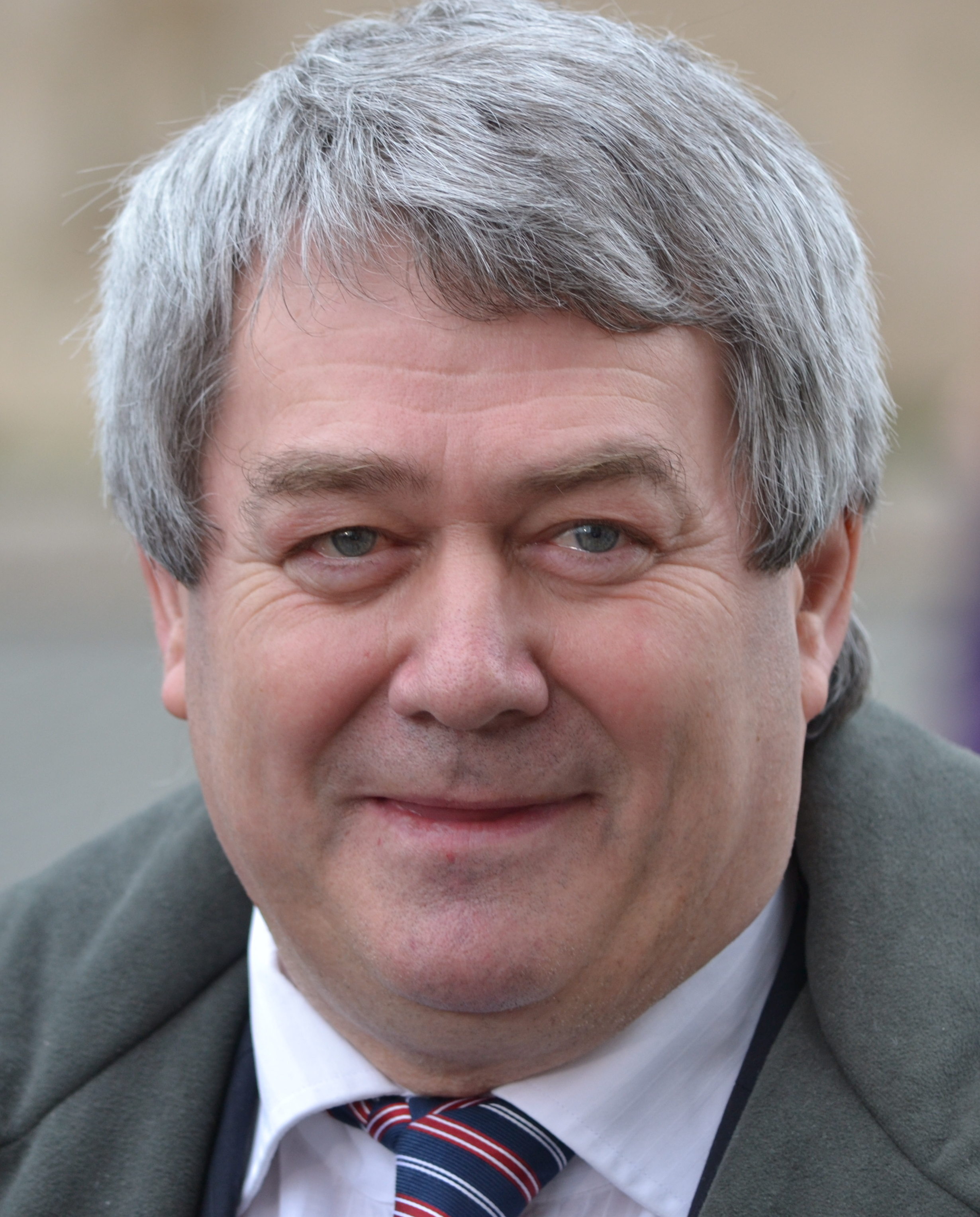
Vojtěch Filip 2013

Vojtěch Filip (* 13. Januar 1955 in Jedovary bei Budweis) ist ein ehemaliger tschechischer Politiker. Er war bis 2021 Vorsitzender der tschechischen kommunistischen Partei KSČM und Vizepräsident der tschechischen Abgeordnetenkammer.

## Leben
Filip studierte an der Universität Brünn Rechtswissenschaften, wo er 1982 auch promovierte. Nach dem Magister-Abschluss 1978 arbeitete er bis 1990 als Betriebsjustiziar und betreibt seit 1993 eine Anwaltskanzlei. 
Filip war zunächst in der kommunistischen Jugendbewegung aktiv und trat 1983 in die Kommunistische Partei der Tschechoslowakei (KSČ) ein. Er engagierte sich zunächst in Budweis auf der kommunalen politischen Ebene. Filip wurde von der Staatssicherheit der Tschechoslowakei für die Beschaffung von Informationen bezahlt, wobei er unter dem Decknamen „Falmer“ agierte. Nach einem Gerichtsurteil im Jahr 1992 blieb Filip jedoch straffrei. Nach der Samtenen Revolution 1989 wurde Filip 1990 bei den ersten freien Wahlen für die KSČ bzw. KSČM in die tschechoslowakische Föderationsversammlung gewählt, der er bis zur Auflösung der Tschechoslowakei zum 1. Januar 1993 angehörte. Seit 1996 ist er für die KSČM Mitglied des tschechischen Abgeordnetenhauses und war bis 2002 Fraktionsvorsitzender seiner Partei. 2002–2010 und erneut seit 2013 ist er stellvertretender Präsident der tschechischen Abgeordnetenhauses und übernahm 2005 vom langjährigen Parteiführer Miroslav Grebeníček das Amt des Vorsitzenden der KSČM.
Nach der Wahlniederlage der KSČM bei den Abgeordnetenhauswahl 2021 legte Filip seine Ämter mit sofortiger Wirkung nieder. Seine Nachfolgerin als Parteivorsitzende wurde am 23. Oktober 2021 Kateřina Konečná.